# Mercedes-Benz GLS-класс
Mercedes-Benz GLS-класс (от нем. Geländewagen Lang — «удлинённый внедорожник» S – «S-class»; до 2015 года — GL-класс) — серия полноразмерных кроссоверов класса "люкс"  от немецкой компании Mercedes-Benz. В иерархии классов компании стоит выше M/GLE-класса и является флагманом в линейке кроссоверов марки. Включает три поколения автомобилей: X164, выпускавшегося с 2006 по 2012 год, X166, продажи которого начались в 2012 году и X167, который выпускается с 2020 года.
Мировая премьера первой модели GL-класса состоялась в 2006 году на Североамериканском международном автосалоне. Изначально планировалось продавать автомобили только для американского рынка, но позже было принято решение расширить сектор продаж странами Европы. Первоначальное производство было налажено в Германии, но впоследствии было перенесено в США. В 2009 году первое поколение было подвергнуто рестайлингу, изменившему внешний вид автомобиля и его салона.
В 2012 году на замену первому представителю серии пришёл автомобиль Mercedes-Benz X166, который выпускается и в настоящее время. Производство подавляющего большинство автомобилей GL-класса было налажено в округе Таскалуса, штат Алабама, США. В 2015 году компания провела рестайлинг модели, а также сменила название серии автомобилей на GLS-класс в соответствии с пересмотренной номенклатурой индексации моделей марки. Согласно новой схемы внедорожники используют базовое обозначение «GL», а затем следует короткое обозначение класса в соответствии с принятой иерархией. Так автомобили «GLS» обозначают серию кроссоверов, эквивалентных S-классу.
До начала производства BMW X7, GLS-класс и Audi Q7 являлись единственными немецкими полноразмерными SUV. Основную конкуренцию им составляют такие иностранные модели, как Land Rover Range Rover, Lexus LX, Cadillac Escalade и Lincoln Navigator.

## История

### Первое поколение (X164; 2006–2012)
Первое поколение полноразмерного кроссовера от компании Mercedes-Benz дебютировало в 2006 году на Североамериканском международном автосалоне. GL-класс представлял собой увеличенную и более роскошную версию M-класса. Автомобиль оснастили 3 рядами сидений на семь мест. Первоначально GL-класс разрабатывался для замены внедорожников G-класса, однако в соответствии с мнениями клиентов марки, компания Mercedes-Benz решила разделить данные автомобили. Продажи стартовали в июле 2006 года.
Дизельные силовые агрегаты с системой BlueTEC были представлены на Североамериканском международном автосалоне в 2006 году. Такие двигатели используют систему впрыска специального состава для очищения выхлопа. Модели, оснащённые подобной системой, появились на рынке только с 2008 года.
В 2007 году автомобиль завоевал звание «SUV года» от автомобильного журнала Motor Trend.
Модельный ряд первого поколения GL-класса включал дизельные GL 320 CDI BlueTEC (3.0 л V6, 218 л.с.), GL 350 CDI BlueEfficiency (3.0 л V6, 224 л.с.), GL 450 CDI: (4.0 л V8, 306 л.с.), а также бензиновые GL 450 (4.6 л V8, 340 л.с.) и GL 500 (GL 550 в Северной Америке, 5.5 л V8, 388 л.с.).

#### Рестайлинг (2009)
В 2009 году Mercedes-Benz X164 подвергли рестайлингу, в ходе которого изменился внешний вид автомобиля: модернизации подвергли передний бампер со светодиодными фарами, решётку радиатора и задний бампер. Добавились два новых варианта цвета кузова — тёмно-серый и светло-серебристый. В интерьере обновилась панель приборов, многофункциональное рулевое колесо и специальные подголовники NECK PRO для водителя и переднего пассажира. Обновлённая версия модели была представлена широкой публике на автосалоне в Нью-Йорке.
|  |  |  |  |

В 2012 году производство было остановлено.

### Второе поколение (X166; 2012– 2019)
Второе поколение GL-класса было представлено в апреле 2012 года на автосалоне в Нью-Йорке. Новая модель больше по габаритам, имеет более роскошный интерьер и экстерьер, а также большой набор высокотехнологичных технологий и инструментов. Тем не менее, компании удалось снизить вес автомобиля в сравнении с предшественником на 100 кг. По заверению концерна Daimler AG, новое поколение GL-класса является более эффективным благодаря пакету BlueEFFICIENCY (система «старт-стоп», система интеллектуального управления генератором переменного тока, электрический руль и тому подобное) и модернизированным бензиновым и дизельным двигателям. Кроме того, бензиновые силовые агрегаты моделей GL 450 и GL 500 (550 в США) теперь оснастили турбинами. Автомобиль поступил в продажу на рынок США в сентябре 2012 года.
Стандартное оснащение модели также улучшилось по сравнению с предшественником. Клиенту предлагаются такие функции, как системы ATTENTION ASSIST, COLLISION PREVENTION ASSIST, 9 подушек безопасности, защита от бокового ветра Crosswind Assist, активный капот, подвеска AIRMATIC и множество иных решений. Модель GL500 также оснащается системой Active Parking Assist, интеллектуальной передней оптикой, функцией Keyless-GO, мультиконтурными передними сиденьями с функцией памяти и иными функциями. Модельный ряд автомобиля зависит от рынка, на котором представлен автомобиль.
В 2012 году X166 как и его предшественник получил звание «SUV года» от автомобильного журнала Motor Trend.

#### GL63 AMG
В 2014 году компания Mercedes-Benz представила высокопроизводительную версию GL-класса второго поколения — GL63 AMG. Автомобиль оснащён двигателем M157 ручной сборки от подразделения Mercedes-AMG, который имеет ту же производительность, что и ML63 AMG с дополнительным пакетом Performance. Благодаря 8 цилиндрам и мощности в 557 л.с. модель набирает разгон с 0 до 100 км/ч всего за 4,9 секунды, а максимальная скорость составляет 250 километров в час (160 миль в час).
Силовой агрегат автомобиля работает в паре с 7-ступенчатой автоматической коробкой передач 7G-TRONIC PLUS AMG SPEEDSHIFT, которая обладает тремя режимами управления: Controlled Efficiency, Sport и Manual. Активная пневматическая подвеска типа AIRMATIC оснащена функцией AMG RIDE CONTROL и также имеет три режима: Comfort, Sport и Sport plus.
Модель GL63 AMG поставляется с 5-спицевыми 21-дюймовыми легкосплавными дисками с шинами размерностью 295/40, перфорированными высокопроизводительными тормозами, обивкой ARTICO, кожаными регулируемыми спортивными сиденьями AMG, фирменными напольными ковриками, большим количеством электронных помощников и иными модификациями.

#### Рестайлинг (2015)
В ноябре 2015 года второе поколение GL-класса подверглось рестайлингу. Помимо внешних изменений, затронувших переднюю оптику и задние фонари, изменилось также и именование класса: теперь роскошные полноразмерные кроссоверы входят в линейку GLS-класса. Модернизации подвергся и салон автомобиля, где установили панель приборов, схожую с той, что используется на последнем поколении GLE-класса. Дебют обновлённой модели состоялся на международном автосалоне в Лос-Анджелесе.
|  |  |  |  |

В конце 2019 года производство было остановлено.

### Третье поколение (X167; 2019- н.в.)
Третье поколение X167 GLS-класса дебютировало на международном автосалоне в Нью-Йорке в 2019 году.

## Производство и продажи

### Производство
Подавляющее большинство автомобилей GL/GLS-класса производилось и продолжает выпускаться на заводе в Таскалуса, США, на модернизацию которого было вложено около 600 миллионов долларов. В общей сумме компания инвестировала 1 миллиард долларов США в производственные линии полноразмерных кроссоверов.
За период с весны 2006 года по 2011 год компания доставила клиентам около 160 000 автомобилей. В 2011 году концерн Daimler AG продал 27 000 единиц GL-класса только в США, что составило там около 30% рынка SUV.

### Продажи
Основные рынки сбыта люксовых полноразмерных кроссоверов — США, страны Азии и Европы, Россия. Статистика продаж GL/GLS-класса по годам выглядит следующим образом:
| Календарный год | США    | Россия | Европа |
| --------------- | ------ | ------ | ------ |
| 2006            | 18 776 | 278    | 3007   |
| 2007            | 26 396 | 1481   | 8027   |
| 2008            | 23 328 | 1622   | 4227   |
| 2009            | 15 012 | 1316   | 2871   |
| 2010            | 19 943 | 2371   | 2249   |
| 2011            | 25 139 | 3487   | 2508   |
| 2012            | 26 042 | 5304   | 1573   |
| 2013            | 29 912 | 6208   | 4829   |
| 2014            | 26 597 | 6251   | 4187   |
| 2015            | 27 707 | -      | 3753   |
| 2016            | 30442  | -      | -      |